# Liga Nacional de Guatemala 1990-91
La Liga Nacional de Guatemala 1990/91 es el trigésimo noveno torneo de Liga de fútbol de Guatemala. El campeón del torneo fue el Comunicaciones, consiguiendo su decimotercer título de liga.

## Formato
El formato del torneo era de todos contra todos a dos vueltas, donde los primeros seis lugares clasificaban a una hexagonal por el título, el campeón se definía entre el campeón de la fase regular y el campeón de la hexagonal, mediante partido final en cancha neutral.  El último lugar de la fase de clasificación definiría con el último lugar de la liguilla a partido único en cancha neutral, el descenso a la categoría inmediata superior.
Por ganar el partido se otorgaban 2 puntos, si era empate era un punto, por perder el partido no se otorgaban puntos.

## Equipos participantes
| Club                | Ciudad              | Departamento   | Estadio                            | Capacidad |
| ------------------- | ------------------- | -------------- | ---------------------------------- | --------- |
| Aurora              | Ciudad de Guatemala | Guatemala      | Estadio del Ejército               | 13.300    |
| Comunicaciones      | Ciudad de Guatemala | Guatemala      | Estadio Mateo Flores               | 25.000    |
| Chiquimulilla       | Chiquimulilla       | Santa Rosa     | Estadio Los Conacastes             | 5.000     |
| Del Monte           | Morales             | Izabal         | Estadio Del Monte                  | 3.500     |
| Escuintla           | Escuintla           | Escuintla      | Estadio Armando Barillas           | 10.000    |
| Galcasa             | Villa Nueva         | Guatemala      | Estadio Galcasa de Villa Nueva     | 5.000     |
| Jalapa              | Jalapa              | Jalapa         | Estadio Edilberto Bonilla          | 15.000    |
| Juventud Retalteca  | Retalhuleu          | Retalhuleu     | Estadio Óscar Monterroso Izaguirre | 8.000     |
| Municipal           | Ciudad de Guatemala | Guatemala      | Estadio Mateo Flores               | 25.000    |
| Suchitepéquez       | Mazatenango         | Suchitepéquez  | Estadio Carlos Salazar Hijo        | 10.000    |
| Tipografía Nacional | Ciudad de Guatemala | Guatemala      | Estadio Mateo Flores               | 25.000    |
| Xelajú MC           | Quetzaltenango      | Quetzaltenango | Estadio Mario Camposeco            | 11.200    |

### Equipos por Departamento
| Departamento                                      | N.º | Equipos                                                          |
| ------------------------------------------------- | --- | ---------------------------------------------------------------- |
| Escuintla                                         | 1   | Deportivo Escuintla                                              |
| Guatemala                                         | 5   | Aurora, Comunicaciones, Galcasa, Municipal, Tipografía Nacional. |
| Izabal                                            | 1   | Del Monte.                                                       |
| Jalapa                                            | 1   | Deportivo Jalapa                                                 |
| Quetzaltenango                                    | 1   | Xelajú MC.                                                       |
| Archivo:Coat of arms of Retalhuleu.gif Retalhuleu | 1   | Juventud Retalteca                                               |
| Santa Rosa                                        | 1   | Deportivo Chiquimulilla                                          |
| Suchitepéquez                                     | 1   | Suchitepéquez                                                    |

## Fase de clasificación
|  | Pos. | Equipos             | PJ | PG | PE | PP | GF | GC | Dif. | PTS | Clasificación                          |
|  | ---- | ------------------- | -- | -- | -- | -- | -- | -- | ---- | --- | -------------------------------------- |
|  | 1º   | Comunicaciones      | 33 | 17 | 14 | 2  | 49 | 24 | +25  | 48  | Hexagonal final y final del campeonato |
|  | 2º   | Juventud Retalteca  | 33 | 12 | 17 | 4  | 43 | 34 | +9   | 41  | Hexagonal final                        |
|  | 3º   | Municipal           | 33 | 15 | 10 | 8  | 51 | 28 | +23  | 40  | Hexagonal final                        |
|  | 4º   | Chiquimulilla       | 33 | 14 | 11 | 8  | 61 | 45 | +16  | 39  | Hexagonal final                        |
|  | 5º   | Galcasa             | 33 | 12 | 14 | 7  | 51 | 43 | +8   | 38  | Hexagonal final                        |
|  | 6º   | Peñarol La Mesilla  | 33 | 13 | 9  | 11 | 54 | 42 | +12  | 35  | Hexagonal final                        |
|  | 7º   | Del Monte           | 33 | 11 | 13 | 9  | 36 | 37 | -1   | 35  | Hexagonal por la permanencia           |
|  | 8º   | Escuintla           | 33 | 9  | 15 | 9  | 32 | 31 | +1   | 33  | Hexagonal por la permanencia           |
|  | 9°   | Aurora              | 33 | 8  | 9  | 16 | 32 | 43 | -11  | 22  | Hexagonal por la permanencia           |
|  | 10º  | Jalapa              | 33 | 3  | 16 | 14 | 23 | 43 | -20  | 22  | Hexagonal por la permanencia           |
|  | 11°  | Xelajú MC           | 33 | 7  | 8  | 18 | 38 | 67 | -29  | 22  | Hexagonal por la permanencia           |
|  | 12°  | Tipografía Nacional | 33 | 4  | 10 | 19 | 28 | 61 | -33  | 18  | Playoffs de descenso                   |
|  |      |                     |    |    |    |    |    |    |      |     |                                        |

## Fase final

### Hexagonal final
|  | Pos. | Equipos            | PJ | PG | PE | PP | GF | GC | Dif. | PTS | Clasificación        |
|  | ---- | ------------------ | -- | -- | -- | -- | -- | -- | ---- | --- | -------------------- |
|  | 1º   | Municipal          | 10 | 7  | 0  | 3  | 23 | 13 | +10  | 14  | Final del campeonato |
|  | 2º   | Chiquimulilla      | 10 | 3  | 5  | 2  | 13 | 13 | 0    | 11  |                      |
|  | 3º   | Comunicaciones     | 10 | 4  | 2  | 4  | 14 | 11 | +3   | 10  |                      |
|  | 4º   | Galcasa            | 10 | 3  | 4  | 3  | 17 | 18 | -1   | 10  |                      |
|  | 5º   | Juventud Retalteca | 10 | 3  | 2  | 5  | 8  | 12 | -4   | 8   |                      |
|  | 6º   | Suchitepéquez      | 10 | 2  | 3  | 5  | 12 | 20 | -8   | 7   |                      |
|  |      |                    |    |    |    |    |    |    |      |     |                      |

## Final
| 28 de abril de 1991  | Comunicaciones                             | 4:2 | Municipal                           | Estadio Mateo Flores, Ciudad de Guatemala                      |                                                                |
|                      | Néstor Raúl Pereira · Dionel Bordón (pen.) |     | Erwin Donis · Félix McDonald (pen.) | Asistencia: 40,000 espectadores Árbitro(s): Juan Pablo Escobar | Asistencia: 40,000 espectadores Árbitro(s): Juan Pablo Escobar |
| Partido de desempate |                                            |     |                                     |                                                                |                                                                |

## Campeón
| Campeón Temporada 1990-91 |
| Comunicaciones 13º Título |
| ------------------------- |

### Hexagonal por la permanencia
|  | Pos. | Equipos             | PJ | PG | PE | PP | GF | GC | Dif. | PTS | Clasificación        |
|  | ---- | ------------------- | -- | -- | -- | -- | -- | -- | ---- | --- | -------------------- |
|  | 1º   | Aurora              | 10 | 5  | 4  | 1  | 21 | 10 | +11  | 14  |                      |
|  | 2º   | Del Monte           | 10 | 4  | 5  | 1  | 11 | 7  | +6   | 13  |                      |
|  | 3º   | Escuintla           | 10 | 3  | 5  | 2  | 17 | 12 | +5   | 11  |                      |
|  | 4º   | Xelajú MC           | 10 | 4  | 1  | 5  | 14 | 17 | -3   | 9   |                      |
|  | 5º   | Tipografía Nacional | 10 | 2  | 3  | 5  | 10 | 17 | -7   | 7   |                      |
|  | 6º   | Jalapa              | 10 | 1  | 4  | 5  | 4  | 14 | -10  | 6   | Playoffs de descenso |
|  |      |                     |    |    |    |    |    |    |      |     |                      |

## Final por el Ascenso
|                    | Tipografía Nacional | 1:2 | Jalapa | Estadio Carlos Salazar Hijo, Mazatenango |  |
| Jalapa Descendido. |                     |     |        |                                          |  |

| Descendido - Temporada 1990-91    |
| Jalapa Primera División B 1991-92 |
| --------------------------------- |

## Torneos internacionales
|  | Pos. | Equipos            | PJ | PG | PE | PP | GF | GC | Dif. | PTS | Clasificación                                        |
|  | ---- | ------------------ | -- | -- | -- | -- | -- | -- | ---- | --- | ---------------------------------------------------- |
|  | 1º   | Municipal          | 10 | 7  | 0  | 3  | 23 | 13 | +10  | 14  | Copa de Campeones de la Concacaf 1992 - Tercera fase |
|  | 2º   | Chiquimulilla      | 10 | 3  | 5  | 2  | 13 | 13 | 0    | 11  |                                                      |
|  | 3º   | Comunicaciones     | 10 | 4  | 2  | 4  | 14 | 11 | +3   | 10  | Copa de Campeones de la Concacaf 1992 - Tercera fase |
|  | 4º   | Galcasa            | 10 | 3  | 4  | 3  | 17 | 18 | -1   | 10  |                                                      |
|  | 5º   | Juventud Retalteca | 10 | 3  | 2  | 5  | 8  | 12 | -4   | 8   |                                                      |
|  | 6º   | Suchitepéquez      | 10 | 2  | 3  | 5  | 12 | 20 | -8   | 7   |                                                      |
|  |      |                    |    |    |    |    |    |    |      |     |                                                      |